# Stjernetop
Deutzia er en slægt med arter, der er udbredt i Mexico og videre til Østasien (Korea, Japan, Taiwan, Filippinerne og Kina) og Himalaya. Det er løvfældende, ofte opret voksende buske med grene, som er runde i tværsnit. Skuddene er oftetst hule, eller de har en løs, brun marv. Barken er tynd og fint opsprækkende på langs. Knopperne er ægformede og noget firkantede. Bladene sidder modsat, og de er ægformede til lancetformede med tandet eller savtakket rand. Begge bladsider er tydeligt dækket af stive hår. Blomsterne sidder i store stande, som udspringer fra kortskud. De enkelte blomster er 5-tallige og regelmæssige med hvide til rosafarvede kronblade. Frugten er en kapsel med talrige, vingede frø.
| Beskrevne arter |

- Lille stjernetop (Deutzia gracilis)
- Stjernetop-krydsning (Deutzia x rosea)
- Stor stjernetop (Deutzia scabra)

| Andre arter |

| - Deutzia amurensis - Deutzia chunii (=Deutzia ningpoensis) - Deutzia compacta - Deutzia coreana - Deutzia corymbosa - Deutzia crenata - Deutzia discolor - Deutzia glabrata - Deutzia globosa (=Deutzia discolor) - Deutzia glomeruliflora - Deutzia grandiflora - Deutzia hamata - Deutzia hypoglauca (=Deutzia rubens) - Deutzia hypoleuca (=Deutzia maximowicziana) - Deutzia longifolia - Deutzia maximowicziana | - Deutzia mollis - Deutzia monbeigii - Deutzia ningpoensis - Deutzia parviflora - Deutzia pilosa - Deutzia prunifolia (=Deutzia hamata) - Deutzia pulchra - Deutzia purpurascens - Deutzia reflexa (=Deutzia discolor) - Deutzia rubens - Deutzia setchuenensis - Deutzia sieboldiana (=Deutzia scabra) - Deutzia taiwanensis - Deutzia uniflora - Deutzia veitchii (=Deutzia longifolia) - Deutzia vilmoriniae (=Deutzia discolor) |

## Note
1. ↑  Flora of China: Deutzia (engelsk)
2. ↑  GRIN: Species of Deutzia (engelsk)